# Ivan de Verschrikkelijke, deel 2
Ivan de Verschrikkelijke, deel 2: Het complot van de Bojaren (Russisch: Иван Грозный II: Боярский Заговор, Ivan Grozny II: Bojarski Zagovor) is een film van de Russische regisseur Sergej Eisenstein. De film is het tweede luik van een onafgewerkte trilogie over het leven van tsaar Ivan de Verschrikkelijke. De film werd gedraaid in 1946, maar hij werd pas uitgebracht in 1958 wegens censuur door het Sovjetregime.

## Verhaal
Bij zijn terugkeer naar Moskou zet de tsaar een staatshervorming door die de positie van de adel verzwakt. Hij nodigt de monnik Filippus uit op zijn paleis en benoemt hem tot metropoliet van Moskou. Spoedig tracht hij de tsaar de wil van de Kerk op te leggen. Intussen probeert Efrosine de troon veilig te stellen voor haar zwakbegaafde zoon. 

## Rolverdeling
| Acteur                             | Personage                          |
| ---------------------------------- | ---------------------------------- |
| Nikolaj Tsjerkasov                 | Tsaar Ivan IV                      |
| Erik Pyryev                        | Ivan IV als kind                   |
| Serafima Birma                     | Bojaar Efrosine Staritskaja        |
| Pavel Kadotsjnikov                 | Vladimir Staritski                 |
| Mikhail Zharov                     | Maljoeta Skoeratov - bewaker tsaar |
| Amvrosi Buchma                     | Aleksei Basmanov - bewaker tsaar   |
| Vsevolod Pudovkin                  | Nikolai de Fanaticus               |
| Mikhail Kuznetsov                  | Fyodor Basmanov                    |
| Aleksandr MgebrovAleksandr Mgebrov | Aartsbisschop Pimen                |
| Andrei Abrikosov                   | Aartsbisschop Filip                |
| Vladimir Balashov                  | Pyotr Volynets                     |
| Mikhail Nazvanov                   | Prins Andrei Kurbsky               |
| Pavel Massalsky                    | Koning Sigismund van Polen         |
| Ada Voytsik                        | Elena Glinskaja, Ivans moeder      |